# Matt Houston (televisieserie)
Matt Houston is een Amerikaanse misdaadserie met in de hoofdrol Lee Horsley als een rijke oliebaron met een bijbaantje als privédetective. Er werden drie seizoenen geproduceerd die uitgezonden werden op ABC van 1982 tot en met 1985.

## Verhaal
Matlock "Matt" Houston is een rijke oliebaron uit Texas die in zijn overvloedige vrije tijd als privédetective in Los Angeles werkt, tot grote frustratie van zijn zakenmanager Murray Chase. Houston wordt in zijn speuractiviteiten bijgestaan door zijn advocate C.J. Parsons. In het derde en laatste seizoen maak zijn oom Roy Houston zijn opwachting.
In de meeste afleveringen wordt een van Houstons beste vrienden vermoord of betrokken bij een criminele onderneming, waarvoor zijn hulp nodig is. C.J. gebruikt een Apple III-computer genaamd "Baby" met een database van vrijwel alle levende en overleden personen, waardoor ze alle benodigde informatie kan verstrekken. Murray klaagt er regelmatig over dat het privédetectivebedrijf geen winst maakt vanwege Matts buitensporige uitgaven, maar Matt beschouwt het meer als een hobby dan als een winstgevende onderneming.

## Rolverdeling
| Acteur             | Personage               |
| ------------------ | ----------------------- |
| Lee Horsley        | Mattlock 'Matt' Houston |
| Pamela Hensley     | C.J. Parsons            |
| John Aprea         | Lt. Vince Novelli       |
| Paul Brinegar      | Lamar Pettybone         |
| Dennis Fimple      | Bo                      |
| Penny Santon       | Mama Rosa Novelli       |
| Lincoln Kilpatrick | Lt. Michael Hoyt        |
| Buddy Ebsen        | Uncle Roy Houston       |
| George Wyner       | Murray Chase            |